# Jean-Côme Noguès
Pour les articles homonymes, voir Noguès.
Œuvres principales
- Le Faucon déniché (1972)
- Le Vœu du paon(1987)
- Une amitié difficile(2000)
- Le Voyage inspiré(1991)

Jean-Côme Noguès est un écrivain de littérature pour la jeunesse né le 28 février 1934 à Castelnaudary, dans l'Aude, en France.

## Biographie
Enseignant puis principal dans un établissement parisien.Il est actuellement retraité et en profite pour écrire de nouveaux livres. Il rencontre ses jeunes lecteurs lors d'ateliers d'écriture. Il a écrit une trentaine de livres dont trois très connus (le plus connu est Le Faucon déniché, édité plusieurs fois, Ulysse le Beau Menteur et La Petite Gare, illustré par Éric Battut). 
Son roman Le Faucon déniché, paru en 1972, connaît une suite en 2011 avec son roman L'Enfant et la forêt, puis un troisième et dernier volet en 2014 avec Le Chemin des collines.

## Ouvrages
- Le Faucon déniché (1972)
- Les pièges de Waldfriede, illustrations Michel Gourlier, Éditions Magnard, coll. « Fantasia », no 147, (1972)
- La bergerie de Bocognano (récit en plusieurs épisodes publié dans le magazine Francs-Jeux et illustré par Catherine Cambier)
- La vieille maison mal coiffée, illustrations de Monique Gorde, Éditions G. P., coll. « Rouge et Or », série « Dauphine », no 229, (1976)
- Le Mammouth et la Châtaigne, illustrations de Pierre Ferrier Éditions G. P., coll. « Spirale », no 267, (1977)
- 15 Aventures en forêt, sélection des textes (Alix de Lachapelle d'Apchier, Jean-Marie Pélaprat, Selma Lagerlöf, Erckmann-Chatrian, Bertrand Solet, Ivan Tourgueniev, Pierre Pelot, Louis Pergaud, Léonce Bourliaguet, Monique Ponty, Ivan Southhall, Helen Hoover) , avant-propos et deux nouvelles (L'impossible amitié,La dernière schlitte), illustrations : Alain d'Orange, Éditions Gautier-Languereau, coll. Série 15, 1978; réédition : 1982
- 15 Histoires d'agents secrets, sélection des textes de Bertrand Solet: (René Antona, Raynald Guillot, Jean-Côme Noguès, Denis Patel, Serge Rosenzweig, Bertrand Solet), illustrations de François Batet, Éditions Gautier-Languereau, coll. Série 15, 1980; réédition: 1987; réédition modifiée (nouvelle d'Emmanuel Davidenkoff), Éditions Hachette, 1998
- Un été en roulotte, Éditions de l'amitié-G.T. Rageot, coll. Bibliothèque de l'amitié,no 151, 1980; réédition: 1983
- Contes de fées, illustrations d'Anne Romby, Éditions de l'amitié-G.T. Rageot, 1980
- Les trois nuits du Père Noël, illustrations de Sophie Kniffke, Éditions de l'amitié-G.T. Rageot, coll. « Ma première amitié », (1982)
- Les nuits blanches du Père Noël, illustrations de Christian Pieroni, Éditions de l'amitié-G.T. Rageot, coll. « Ma première amitié », (1984)
- Le Vœu du paon (1987)
- Mon pays sous les eaux (1988)
- Le Voyage inspiré (1991)
- La battue de décembre (1991)
- Papa fantôme (1993)
- Embuscade à la Pierre clouée (1994)
- Tolstoï Éditions Duculot, 1994; réédition: 2003
- Longue vie, petite feuille (1995)
- Le chevaucheur de Provence (1996)
- L’Été de Silvio (1997)
- Drôle de terrier (1998)
- Piège au bout du monde (2000)
- Une amitié difficile (2000)
- La reine du mercredi (2001)
- Le Génie du Pousse-pousse (2001)
- Le Prince de Venise (2003)
- Un lointain rivage (2003)
- Lancelot, chevalier du lac (2004)
- Le Rêve d'Icare (2005)
- Ulysse le beau menteur (2006)
- La Petite Gare, illustré par Éric Battut (2006)
- Les deux vengeances du roi Henri, 2006; réédition: 2018
- L'Homme qui a séduit le soleil (2008)
- Luern ou l'hiver des Celtes (2008)
- Victor Hugo, La révolte d'un géant (2010)
- L'Enfant et la forêt (2011) Deuxième volet du roman Le Faucon déniché.
- Au temps des crinolines (2012)
- Le Chemin des collines (2014) Troisième et dernier volet du roman Le Faucon déniché.
- Wilhelm ou le secret de Gutenberg, (2018)